# رونه فره
رونه فره (فرانسوی: René Féret‎; ۲۶ مهٔ ۱۹۴۵ – ۲۸ آوریل ۲۰۱۵) بازیگر، فیلم‌نامه‌نویس، کارگردان فیلم و تهیه‌کننده فیلم اهل فرانسه بود.
از فیلم‌ها یا برنامه‌های تلویزیونی که وی در آن نقش داشته‌است می‌توان به جرج کی؟ اشاره کرد.